# Aricia caeruleopuncta
Aricia caeruleopuncta är en fjärilsart som beskrevs av Carter och Harrison 1923. Aricia caeruleopuncta ingår i släktet Aricia och familjen juvelvingar. Inga underarter finns listade i Catalogue of Life.